# Ralph Glomp
Ralph Glomp is een Duitse zanger van schlagermuziek. Hij heeft hoofdzakelijk succes met zijn repertoire in de internationale taal Esperanto.
Na een demo-album met drie Duitstalige liedjes en vijf in het Esperanto in het jaar 2000, bracht hij in 2003 twee albums uit die enkel liedjes in het Esperanto bevatten; één met Schlager-muziek en de tweede met traditionele kerstliedjes. De liedjes in het Esperanto zijn grotendeels vertaalde teksten, vooral uit het Duits, maar ook uit het Engels.

## Discografie
- Nokto iĝas Tag' (2004)
  1. Por ni
  2. Multajn dezirojn mi ne havas
  3. Revenu al Pekino
  4. Miraklo estas nia vivo
  5. Nur la amo
  6. Estas ĉiuj floroj for
  7. Tenu min
  8. Iom da paco
  9. Liberas la pens'
  10. Nur per amo eblas vivi
  11. "ĵus per kares'"-mikso

- Dum kristnaska tempo (2003)
  1. Tintilar' (Jingle Bells)
  2. El alt' ĉiela venas mi (Vom Himmel hoch, da komm ich her)
  3. Miriga ŝip' alvenas (Es kommt ein Schiff geladen)
  4. Infanoj, ho venu (Ihr Kinderlein kommet)
  5. La Kristfesto (O du fröhliche)
  6. Vin levu pordo kaj lintel' (Macht hoch die Tür, die Tor macht weit)
  7. Abio vi (O Tannenbaum)
  8. Burĝonis roz-arbedo (Es ist ein Ros entsprungen)
  9. La sankta nokto (Stille Nacht)
  10. Ĝoju vi, Ciona gent' (Tochter Zion, freue Dich)
  11. Aŭdu, paŝtistoj (Kommet ihr Hirten)
  12. In dulci jubilo

- Ĵus per kares' (2003)
  1. Larmoj sekiĝas per kares'
  2. Somernokta Ŝanhaj' (Sommernacht in Shanghai)
  3. Vin mi amas (Dich zu lieben)
  4. Am'-malsan'
  5. La Espero
  6. Falas la mask'
  7. La belulino de paĝo ok (Das schöne Mädchen von Seite 1)
  8. Ŝipo en ocean'
  9. Hodiaŭ estas bela somertag'
  10. Gotenburg' (Waterloo)
  11. La Espero (tradicia)

- Esperanto (2000)
  1. Über die Brücke gehn (in het Duits)
  2. Multajn dezirojn mi ne havas (Alle Wünsche kann man nicht erfüllen)
  3. Miraklo estas mia vivo (Wunder gibt es immer wieder)
  4. La belulino de paĝo ok (Das schöne Mädchen von Seite 1)
  5. Nur per amo eblas vivi (Nur die Liebe läßt uns leben)
  6. Vin mi amas (Dich zu lieben)
  7. Rücksicht (in het Duits)
  8. Sommernacht in Shanghai (in het Duits)